# Pietro Giovanni Toja
Pietro Giovanni Toja (Sacconago, 11 giugno 1912 – ...) è stato un calciatore italiano, di ruolo ala.

## Carriera
Ha esordito ventenne nella Pro Patria in Serie A a Milano il 24 gennaio 1932 nella partita Ambrosiana-Pro Patria (3-1), dopo alcune stagioni a Busto Arsizio ha disputato una stagione a Como.